# NGC 4829
NGC 4829 ist eine 14,8 mag helle Elliptische Galaxie vom Hubble-Typ E3 im Sternbild der Jungfrau. Sie wurde zusammen mit NGC 4820 und NGC 4823 bei einer einzigen Beobachtung im Jahr 1882 von Ernst Wilhelm Leberecht Tempel entdeckt, der dabei „Quite close to the south [of N4829] are three more faint nebulae“ notierte.